# ساتياناثا تيرثا
ساتياناثا تيرثا المعروف باسم ساتياناثا ياتي (مواليد نحو عام 1648 - توفي نحو عام 1674) الملقب أيضًا بأبهينافا فياساراجا هو فيلسوف وباحث ولاهوتي وعالم منطق وجدليات هندوسي ينتمي إلى مدرسة الدفايتا من تقليد الفيدانتا. شغل منصب كبير الكهنة العشرين في دير أوتارادي ماث خلال الفترة الممتدة من عام 1660 حتى عام 1673. كان من الكتاب المتقدين في حماسهم وغزارة إنتاجهم وطموحهم النهم في بلوغ المجد في فلسفة دفايتا فيداتا. يعتبر من الأشاوس في تاريخ مدرسة فكر الدفايتا، وذلك بالنظر إلى توضيحاته الرصينة لأعمال كل من مادهفاتشاريا وجاياتيرثا وفياساتيرثا. تتميز ثلاثة من أعماله الدوكسوغرافية السجالية (وهي أبهينافامروتا وأبهينافا تشاندريكا وأبهينافا تاركاتاندافا) بتشابهها مع «فياساترايا» (عيون الرجل الأسد الثلاثة في مذهب مادهفا سيدهانثا). يعد عمله الداحض «أبهينافا غادا» نقدًا لاذعًا لكتاب «مادهفاماثاموكهاماردهانا» للفيلسوف أبايا. وتعتبر أطروحته المستقلة «أبهينافا تشاندريكا» عملًا باهرًا في ما يتعلق بنص براهما سوترا، نظرًا لكونه تعقيبًا على كتاب «تتفابراكاشيكا» للفيلسوف جاياتيرثا. دحض عمله الذي يحمل عنوان «أبهينافا تاركا تاندافا» أعمال الأنظمة المنافسة، وبالأخص أعمال فلسفة الميمامسا للفيلسوف برابهاكارا، ومدرسة فيشيشتادفايتا للفيلسوف رامنوغا، والفيلسوفين غانغيشا أوبادهيايا، وراغوناثا سيروماني من مدرسة نيايا، وذلك على نفس خطى كتاب «تاركا تاندافا» للفيلسوف فياساتيرثا. كتب عالم الهنديات ب. ن. ك. شارما: «تنعكس طاقته وعزيمته من أجل القضاء على المنافسة الأحادية في اختيار عناوين بعض أعماله التي تحمل أربعة منها اسم باراسوس (بمعنى الفأس)».
ولد ساتياناثا تيرثا في كنف عائلة من الباحثين، ودرس المدارس الستة للهندوسية الأرثوذكسية. تابع بعدها دراسة فلسفة الدفايتا تحت إشراف ساتيانيدهي تيرثا في دير أوتارادي ماث، والذي خلفه على منصب كبير الكهنة في نهاية المطاف. كتب ب. ن. ك. شارما: «أصدر ساتياناثا تيرثا حكمًا جريئًا حول استحقاق النساء وأبناء الشودرا للوصول إلى الأباروكشاجنانا (المعرفة غير المدركة) عبر تلاوة التنترا بشكل خاص». وأضاف شارما: «يحمل ساتياناثا ذكرى فياساتيرثا بإعجاب حار ويشير إليه بالفياساتيرثاسريماشارانا إجلالًا له». ألف 12 عملًا والتي ضمت تعقيباته على أعمال الفلاسفة مادهفا، وجاياتيرثا، وفياساتيرثا، فضلًا عن عدة أطروحات مستقلة تنتقد مبادئ المدارس المعاصرة ولا سيما الأدفايتا، واستفاضت في الوقت نفسه في شرح فكر الدفايتا. غالبًا ما قورنت مهاراته في الجدال وفطنته المنطقية بمهارات فياساتيرثا.

## السيرة الشخصية
يقول ب. ن. ك. شارما أن الاسم الأصل لساتياناثا تيرثا هو ناراسيمهاتشاريا. وقد ولد الأخير في كنف عائلة من براهمة الديشاستا مادهفا في مدينة ميراج، والتي تقع الآن في الجزء الجنوبي من ولاية مهاراشترا في عام 1648. كان والده يدعى كريشناتشاريا، في حين تدعى والدته روكميني باي. يذكر الكاتب س. ك. بادريناث أن اسم ساتياناثا تيرثا السابق هو راغهوناثاتشاريا في سيرته الشخصية عن ساتياناثا تيرثا. كان يُعرف بثلاثة أسماء بعد اعتناقه مبدأ السانياسا، وذلك قبل أن يغدو كبيرًا للكهنة في مؤسسة أوتارادي ماث الرهبانية. تعين لأول مرة في رتبة ناسك عادي بعد اعتناقه السانياسا تحت اسم فيدياناثا تيرثا على يد كريشنادوايبايانا تيرثا (تلميذ فيدافياسا تيرثا). وأطلق عليه اسم رانغاناثا تيرثا في المرة الثانية من قبل دانداباريفريتي من فيدانيدهي تيرثا. أما في المرة الثالثة فمنحه ساتيانيدي تيرثا اسم ساتياناثا تيرثا. شغل منصب الرئيس الروحي (البيتادهيباثي) في دير أوتارادي ماث تحت اسم ساتياناثا تيرثا في عام 1660.
زار ساتياناثا تيرثا مدينة باناراس في الوقت الذي كان فيه الإمبراطور المغولي أورنكزيب عالمكير يضيق الخناق على الهندوس هناك بحسب الرواية الواردة في كتاب «كونكاناستابهيودايا» لساغارا راماتشاريا. يذكر نفس العمل أنه عاصر كلًا من كيلادي تشيناما (ملكة كيلادي) وأورنكزيب عالمكير. ومن المفترض أنه زار خلال هذا الوقت مدينة غايا، وتوطدت سطوة ديره بين أبناء طائفة الغايابالا الذين دفعهم سلفه فيدياديهشا تيرثا نحو اعتناق المادهفية. قام ساتياناثا بتحويل كيشافاتشاريا (واسم البورفاشراما خاصته هو ساتيابينافا تيرثا) إلى تقليد السانياسا في عام 1673. كان ساتيابينافا تيرثا قد خلف ساتياناثا تيرثا في منصب كبير كهنة أوتارادي ماث في نفس العام. حُفظ رفات ساتياناثا تيرثا في الدير الكائن في قرية فيراتشولابورام الواقعة في ولاية تاميل نادو، وذلك عقب وفاته في عام 1674.

## الأعمال
ألف ساتياناثا تيرثا 12 عملًا وشملت مقالات سجالية، وتعقيبات على أعمال مادهفا وجاياتيرثا وفياساتيرثا، وعددًا من الأعمال المستقلة وبعض التراتيل. ظلت العديد من مؤلفاته دون نشر عدا بضعة أعمال بارزة. حفظت المخطوطات في أديرة بفيراتشولابورام وبنغالور وتيروكويلور. أراد ساتياناثا الاقتداء بالمثال والعمل الفلسفي الذي أحرزه فياساراجا. يعد كتابه «أبهينافامريتا» تعقيبًا على كتاب «برامانا-بادھاتي» لجاياتيرثا. يعد «برامانا-بادھاتي» عملًا معرفيًا يتناول مفهوم البرامانا من وجهة نظر مدرسة الدفايتا فيدانتا. وألف كتابه «أبهينافاتشاندريكا» على نفس شاكلة كتاب «تاتباريا تشاندريكا» لفياساتيرثا، وهو تعقيب على كتاب «تاتفابراكاسيكا» لجاياتيرثا، والذي انتقد فيه الادعاءات التي وجهها أبايا ديكشيتا وغيره من النحويين إلى مادهفا، وذلك إلى جانب توضيح المفاهيم الواردة في النص الأصلي. يعد كتابه الذي يحمل عنوان «أبهينافاتاندافا» أو «أبهينافاتاركاتاندافا» مقالًا جدليًا مكتوبًا على شاكلة كتاب «تاركا تاندافا» لفياساتيرثا. كذلك كتب ساتياناثا تيرثا تعليقات على نصوص «كهندانا» الثلاثة لمادهفا. تعرف تعقيباته على نصوص الداسابراكارانا باسم باراسو، وهي إشارة إلى تجزئة حجج معارضيه. أشير إلى عمليه باسم «أبهينافا غرانثاس وباراشو غرانثاس».

## الإرث
يعتبر ساتياناثا تيرثا واحدًا من أبرز أنصار فكر الدفايتا. ويُبجل لأجل فكره الفلسفي والجدلي، ودوره في نشر مدرسة الدفايتا عبر شبه القارة الهندية وبالأخص في بهار. كتب ب. ن. ك. شارما: «كان شخصيةً محفورةً في الذاكرة بكل المقاييس، وكان كاتبًا عاتيًا واسع الطموح وغزير الإنتاج». كان ساتياناثا تيرثا موضع مديح تشالاري سامكارشاناكاريا في عمليه حول السيرة الشخصية ساتياناتا أبهيودايا وساتياناتا ماهاتميا راتناكارا. ذهب الأستاذ وعالم الهنديات الدكتور ر. ناغاراجا سارما إلى اعتبار ساتياناتا تيرثا -إلى جانب تريفيكراما بانديتاتشاريا وكيشافاتشاريا- من الباحثين المرموقين الذين كتبوا أعمالًا تأويلية وجدلية لا يضاهيها في براعتها ومعالجتها المنهجية شيء يذكر. كتب المؤرخ راميش تشاندرا ماجومدار أن ساتياناتا تيرثا، وفاديراجا تيرثا، وراغافيندرا تيرثا كانوا من الباحثين الأجلاء الذين أغنوا أدب الدفايتا من خلال مساهماتهم العديدة. اعتبرت فاليري ستوكر كلًا من ساتياناتا تيرثا، وفيجايندرا تيرثا، وفاديراجا تيرثا، وراغافيندرا تيرثا، وناراياناتشاريا، من أبرز مفكري مدرسة الدفايتا، والذين ردوا على انتقادات خصومهم على مدار القرنين السادس عشر والسابع عشر.

## انتشار الدفايتا
نسب ب. ن. ك. شارما الفضل إلى ساتياناتا تيرثا في اعتناق ما تبقى من أفراد طائفة الغايابالا، وتعزيز قبضة المادهفا سيدانتا بين قوم الغايابالا بانداس في مدينة غايا، والذين حملهم سلفه فيدياديهشا تيرثا على اعتناق المادهفية.

## التأثير العلمي
تأثر ساتياناثا تيرثا بكل من فياساتيرثا وجاياتيرثا وبادمانابها تيرثا ومادهفا إلى حد كبير، مستعيرًا من طريقتهم وأسلوبهم في التقصي. وكان له تأثير ملحوظ على خلفائه. استمد كتاب «تشاندريكاماندانا» للمؤلف ساتياديانا تيرثا بعض جوانبه من كتاب «أبهينافا تشاندريكا». كان كتاب «دورغاتا بھافادیبا» للكاتب ساتيابهينافا تيرثا (وهو تعليق الشامل على كتاب «بهاغفاتا تاتباريا نيرنايا» لمادهفا) قد استقى بعض جوانبه من أعمال ساتياناثا تيرثا.